# Santos Ciríaco e Julita (título cardinalício)
Santos Ciríaco e Julita (em latim, Ss. Quirici et Iulittae) é um título cardinalício instituído em 13 de abril de 1587 pelo Papa Sisto V, por meio da constituição apostólica Religiosa, para substituir o título de São Ciríaco nas Termas Dioclecianas.
Sua igreja titular é Santi Quirico e Giulitta.

## Titulares protetores
- Alessandro Ottaviano de' Medici (1587-1591) Eleito Papa Leão XI em 1605
- Francesco Maria Bourbon del Monte (1591-1592)
- Lucio Sassi (1593-1604)
- Marcello Lante (1606-1628)
- Gregorio Naro (1629-1634)
- Angelo Giori (1643-1662)
- Lorenzo Raggi (1664-1679)
- Galeazzo Marescotti (1681-1700)
- Vacante (1700-1710)
- Fulvio Astalli (1710)
- Michelangelo Conti (1711-1721) Eleito Papa Inocêncio XIII
- Henri Pons de Thiard de Bissy (1721-1730)
- Troiano Acquaviva d'Aragona (1732-1733)
- Domenico Riviera (o Rivera) (1733-1741)
- Luca Melchiore Tempi (1755-1756)
- Giuseppe Alessandro Furietti (1759-1764)
- Vacante (1764-1817)
- Antonio Lante Montefeltro Della Rovere (1817)
- Vacante (1817-1829)
- Giovanni Antonio Benvenuti (1829-1838)
- Gabriele Ferretti (1839-1853)
- Juraj Haulík Váralyai (1857-1869)
- Miguel Payá y Rico (1877-1891)
- Giuseppe Maria Granniello, B. (1893-1896)
- Salvador Casañas y Pagés (1896-1908)
- Vacante (1908-1916)
- Tommaso Pio Boggiani, O.P. (1916-1929)
- Paul-Marie-André Richaud (1958-1968)
- Seán Baptist Brady (2007- )